# MONGOL800
MONGOL800 — японський музичний колектив з Окінави у жанрі рок. Творчу діяльність розпочато у 1998. Перший альбом вийшов коли всім трьом учасникам було по 19 років.

## Склад
- Кійосакі Уезу (うえず きよさく, 15 лютого, 1981) — басс-гітара, вокал
- (ぎま たかし, Такаші Гіма, 9 жовтня, 1980) — гітара
- Сатоші Таказато (たかざと さとし, 17 серпня, 1980) — барабани

## Альбоми
- Go on As You Are

1ий студійний альбом
8 серпня, 2000
1,000,000 копій
- 2001 Messange

2ий студійний альбом
16 вересня, 2001
2,782,000 копій
- 2004 百々: Momo

3ий студійний альбом
18 березня, 2004
- 2006 Daniel

4ий студійний альбом
8 серпня, 2006
- 2008 Etc. Works

5ий студійний альбом
8 липня, 2008
- 2009 Eight-hundreds

Released: July 8, 2009
46,128
- 2011 Etc-works

7ий студійний альбом
18 травня, 2011
- 2013 GOOD MORNING OKINAWA

8ий студійний альбом
20 лютого, 2013
- 2015 People People

9ий студійний альбом
19 серпня, 2015
- 2016 Pretty good!!

10ий студійний альбом
28 вересня, 2016